# Juin 1967

## Évènements
- Nasser demande un accroissement de l’aide soviétique et accepte la présence de militaires et de conseillers, afin de neutraliser le territoire égyptien contre toute attaque israélienne et reconstituer son potentiel militaire. Le Ve Eskadra, la flotte de guerre soviétique en Méditerranée, double ses effectifs fin juin. Nasser charge l’Union soviétique de représenter l’Égypte dans les négociations de paix.

- 1er juin : Sortie de l'album Sgt. Pepper's Lonely Hearts Club Band des Beatles, considéré par beaucoup comme le plus grand album de tous les temps. Un gouvernement d’union nationale est formé en Israël. Moshe Dayan prend le portefeuille de la défense et la droite israélienne entre dans le gouvernement (Menahem Begin). La solution militaire est adoptée. La guerre des Six Jours commence (5 juin).
- 4 juin : 
  - attaque aérienne israélienne contre la Syrie et la Jordanie.
- Formule 1 : Grand Prix automobile des Pays-Bas.
- 4 - 10 juin : référendum constitutionnel congolais.
- 5 - 10 juin : guerre des Six Jours (troisième guerre israélo-arabe).
  - De Gaulle bloque l'approvisionnement d'Israël en armes.
  - Le chef du gouvernement du Liban, le sunnite Rachid Karamé, demande l’intervention de l’armée libanaise en Palestine. Les chefs maronites de l’armée refusent, créant une scission entre chrétiens et musulmans libanais sur la question palestinienne.
  - Nasser chasse les derniers Juifs d’Égypte.
- 5 juin :
  - L’aviation israélienne attaque les aéroports égyptiens. L’aviation est détruite. L’armée israélienne occupe la bande de Gaza.
  - Les États arabes producteurs décrètent l’embargo des livraisons de pétrole vers les pays soutenant l’action israélienne (fin le 1er septembre).
- 6 juin : l’armée israélienne envahit le Sinaï. Les forces égyptiennes ne sont pas préparées aux mouvements de grande envergure et le front égyptien est percé. Les forces égyptiennes se replient sur le canal de Suez.
- 7 juin : la résistance égyptienne s’effondre. Jérusalem et la Cisjordanie sont conquises par Israël.
- 8 juin : l’armée israélienne atteint le canal de Suez. Le soutien aérien a été fondamental dans la victoire israélienne. Les opérations ont causé la mort de 10 000 égyptiens et la destruction de la plus grande partie du matériel militaire.
- 9 juin :
  - Nasser annonce publiquement sa démission. De gigantesques manifestations réclament son retour. Il accepte de revenir. Le général Abdel Hakim Amer, chef de l’État-major, est démis de ses fonctions ainsi que les principaux généraux. Amer tente d’organiser un complot contre Nasser mais est arrêté en août.
  - Israël attaque le plateau du Golan. La résistance syrienne d’abord très dure s’effondre le lendemain et se replie sur Damas.
- 10 juin : le cessez-le-feu israélo-syrien marque la fin de la « guerre des Six Jours ».
  - La Jordanie a perdu 6 000 hommes et 30 000 blessés sur une armée de 50 000 hommes contre 300 morts et 1 400 blessés du côté israélien.
  - 120 000 Syriens fuient ou sont expulsés du Golan dans les six mois. Seuls les 7000 Druzes du plateau sont autorisés à y demeurer. La conquête du Golan sert les ambitions israéliennes dans la maîtrise des eaux.
- 11 juin :
  - France : Georges Séguy remplace Benoît Frachon au poste de secrétaire général de la CGT.
  - Vainqueur des 24 heures du Mans : Shelby-American Inc (États-Unis) avec au volant de la Ford GT40 Mk.IV, motorisé par un V8 Ford de 7.L, Dan Gurney (États-Unis) et A. J. Foyt (États-Unis). Ils remporteront cette édition au terme de 388 tours..
- 12 juin : l'arrêt Loving v. Virginia déclare anti-constitutionnelle la loi de Virginie qui interdit les mariages entre personnes de « race noire » et « blanche ».
- 16 juin : sommet de Glasboro entre Johnson et Kossyguine. Les États-Unis définissent leur position : la responsabilité de la guerre est due à la fermeture du golfe d’Akaba par Nasser, les États-Unis n’exerceront aucune pression sur Israël hors du cadre d’un règlement général de la question, reposant sur cinq principes (droit de reconnaissance de l’existence de toutes les nations, justice pour les réfugiés, libres circulations des voies maritimes internationales, limitation de la course aux armements, indépendance et intégrité nationale de toutes les parties).
- 16, 17 et 18 juin : le Monterey Pop Festival marque le début du Summer of Love pour les hippies de Californie.
- 17 juin : première bombe H chinoise.
- 18 juin (Formule 1) : Grand Prix automobile de Belgique.
- 19 juin : Hermínio da Palma Inácio fonde à Paris la Ligue d’union et d’action révolutionnaire (LUAR) contre le régime de Salazar au Portugal[1].
- 24 juin : 
  - promulgation de la Constitution de la IIe République du Congo-Kinshasa, dite « Constitution révolutionnaire », définissant un État unitaire au régime présidentiel et un parlement monocaméral.
  - Massacre de la Saint Jean en Bolivie.
- 27 juin : la partie est de Jérusalem est annexée à l’État hébreu.

## Naissances
- 1er juin : Murray Baron, joueur de hockey.
- 5 juin : Christophe Delay, journaliste français.
- 12 juin : Denis Brogniart, journaliste sportif et animateur de télévision français.
- 13 juin : Luca de Meo, homme d'affaires automobile.
- 19 juin : Eric Schweig, acteur.
- 20 juin : Nicole Kidman, actrice australienne.
- 24 juin : Richard Zven Kruspe, guitariste allemand du groupe Rammstein.
- 25 juin : François Lambert, entrepreneur canadien.
- 26 juin : Olivier Dahan, réalisateur et scénariste français.
- 28 juin : Leona Aglukkaq, politicienne.
- 30 juin : Gareth Rees,  joueur de rugby à XV.

## Décès
- 6 juin : Edward Givens, astronaute américain (° 5 janvier 1930).
- 10 juin : Spencer Tracy, acteur américain.
- 21 juin : Charles d'Aspremont Lynden, homme politique belge (° 31 octobre 1888).
- 26 juin : Françoise Dorleac, actrice française.
- 29 juin : Jayne Mansfield, actrice américaine (° 19 avril 1933).